# Soto de Cerrato (kommunhuvudort)
Soto de Cerrato är en kommunhuvudort i Spanien.   Den ligger i provinsen Provincia de Palencia och regionen Kastilien och Leon, i den centrala delen av landet, 180 km norr om huvudstaden Madrid. Soto de Cerrato ligger 727 meter över havet och antalet invånare är 207.
Terrängen runt Soto de Cerrato är huvudsakligen platt, men österut är den kuperad. Soto de Cerrato ligger nere i en dal. Runt Soto de Cerrato är det mycket glesbefolkat, med 7 invånare per kvadratkilometer. Närmaste större samhälle är Palencia, 10,0 km nordväst om Soto de Cerrato. Trakten runt Soto de Cerrato består till största delen av jordbruksmark.